# شاكيل ريتشاردسون
شاكيل ريتشاردسون (بالإنجليزية: Shaquille Richardson)‏ هو لاعب كرة قدم أمريكية ولاعب كرة القدم الكندية أمريكي، ولد في 21 مارس 1992 في كارسون في الولايات المتحدة.

## وصلات خارجية
- شاكيل ريتشاردسون على موقع مرجع كرة القدم المحترفة.كوم (الإنجليزية)
- شاكيل ريتشاردسون على موقع كلية كرة القدم في سبورتس رفرنس.كوم (الإنجليزية)